# Silvio Fraquelli
Silvio Fraquelli (Asti, 25 giugno 1952) è un ex astista italiano, attivo negli anni settanta.

## Biografia
Il suo anno migliore è stato il 1975. In quell'anno infatti ha stabilito il suo primato personale (5,30 m), ha vinto la semifinale di Coppa Europa e ha conquistato la medaglia d'oro ai Giochi del Mediterraneo.
Ha partecipato ai Giochi Olimpici di Monaco di Baviera 1972, ma non è riuscito a qualificarsi per la finale.
Nel 1974 ha partecipato ai Campionati europei concludendo la gara al 14º posto.
Ha vinto per 5 volte consecutive i campionati italiani assoluti, dal 1972 al 1976. Nel 1972 ha vinto anche il campionato italiano indoor.
Suo fratello Osvaldo è stato anch'egli astista di livello nazionale.

## Palmarès
| Anno | Manifestazione          | Sede   | Evento           | Risultato | Prestazione | Note |
| ---- | ----------------------- | ------ | ---------------- | --------- | ----------- | ---- |
| 1975 | Giochi del Mediterraneo | Algeri | Salto con l'asta | Oro       | 5,00 m      |      |